# Oier Lazkano
Oier Lazkano López (Vitoria, 7 de noviembre de 1999) es un ciclista español, profesional desde 2020, que compite para el equipo Red Bull-BORA-hansgrohe de categoría UCI WorldTeam.

## Trayectoria
Antes de su paso a profesionales ganó el Trofeo Eusebio Vélez, la Vuelta a Palencia y la Santikutz Klasika en 2019. 
En su paso como profesional por el Caja Rural, ganó una etapa de la Vuelta a Portugal.
En 2022 fichó por el Movistar Team, en el que no tardó en destacar, consiguiendo en su primer año una etapa del Tour de Valonia y un 2.º puesto en el Campeonato de España Contrarreloj. 
En 2023 fue aún mejor, prueba de ello fue su 2.º puesto en A través de Flandes tras estar en fuga la mayor parte de la jornada. La senda de buenos resultados continuó cuando ganó la general de Boucles de la Mayenne y una etapa.
Llegó a los campeonatos de España de San Lorenzo de El Escorial como uno de los grandes favoritos, y como prueba de ello, logró la 2.ª posición en la prueba contrarreloj por detrás de Jonathan Castroviejo. Después, lograría el primer puesto en la prueba en ruta, consiguiendo así vestir el maillot rojigualda como vigente campeón.
Su última victoria ese año sería en la 4.ª etapa de la Vuelta a Burgos 2023, después de meterse en fuga al inicio de la jornada.
En la temporada 2024 comenzó teniendo una actuación destacada en las clásicas del norte consiguiendo el tercer puesto en la Kuurne-Bruselas-Kuurne.

## Palmarés
2020
- 1 etapa de la Vuelta a Portugal[3]

2022
- 2.º en el Campeonato de España Contrarreloj
- 1 etapa del Tour de Valonia

2023
- Boucles de la Mayenne, más 1 etapa
- 2.º en el Campeonato de España Contrarreloj
- Campeonato de España en Ruta
- 1 etapa de la Vuelta a Burgos

2024
- Clásica Jaén Paraíso Interior
- 2.º en el Campeonato de España en Ruta

## Resultados

### Grandes Vueltas
| Carrera | Carrera         | 2020 | 2021 | 2022 | 2023 | 2024 |
| ------- | --------------- | ---- | ---- | ---- | ---- | ---- |
|         | Giro de Italia  | —    | —    | 98.º | —    | —    |
|         | Tour de Francia | —    | —    | —    | —    | 79.º |
|         | Vuelta a España | —    | Ab.  | —    | 81.º | 92.º |

—: no participa
Ab.: abandono

### Clásicas, Campeonatos y JJ. OO.
| Carrera                | Carrera                | 2020  | 2021 | 2022 | 2023  | 2024  | 2025  |
| ---------------------- | ---------------------- | ----- | ---- | ---- | ----- | ----- | ----- |
| Omloop Het Nieuwsblad  | Omloop Het Nieuwsblad  | —     | —    | 63.º | —     | 121.º | 126.º |
| Kuurne-Bruselas-Kuurne | Kuurne-Bruselas-Kuurne | —     | —    | Ab.  | —     | 3.º   | Ab.   |
|                        | Milán-San Remo         | —     | —    | —    | 134.º | —     | —     |
| E3 Saxo Classic        | E3 Saxo Classic        | X     | —    | —    | —     | 14.º  | Ab.   |
| A Través de Flandes    | A Través de Flandes    | X     | 7.º  | 16.º | 2.º   | 47.º  | —     |
|                        | Tour de Flandes        | —     | —    | —    | Ab.   | 73.º  | Ab.   |
|                        | París-Roubaix          | X     | —    | —    | 102.º | Ab.   | 117.º |
| Flecha Valona          | Flecha Valona          | X     | —    | —    | —     | Ab.   |       |
|                        | Lieja-Bastoña-Lieja    | X     | —    | —    | —     | 64.º  |       |
| Clásica San Sebastián  | Clásica San Sebastián  | X     | 83.º | —    | —     | —     |       |
| EuroEyes Classics      | EuroEyes Classics      | X     | X    | 88.º | —     | —     |       |
| París-Tours            | París-Tours            | 122.º | —    | —    | —     | —     |       |
| JJ. OO. (Ruta)         | JJ. OO. (Ruta)         | X     | —    | ND   | ND    | 35.º  |       |
| JJ. OO. (CRI)          | JJ. OO. (CRI)          | X     | —    | ND   | ND    | 26.º  |       |
| Mundial en Ruta        | Mundial en Ruta        | —     | —    | Ab.  | —     | —     |       |
| Mundial Contrarreloj   | Mundial Contrarreloj   | —     | —    | 29.º | —     | —     |       |
| Europeo en Ruta        | Europeo en Ruta        | —     | —    | 44.º | —     | —     |       |
| Europeo Contrarreloj   | Europeo Contrarreloj   | —     | —    | 15.° | —     | —     |       |
| España en Ruta         | España en Ruta         | Ab.   | Ab.  | Ab.  | 1.º   | 2.º   |       |
| España Contrarreloj    | España Contrarreloj    | 24.º  | 20.º | 2.º  | 2.º   | 4.º   |       |

—: no participa
Ab.: abandono
X / ND: no se disputó

## Equipos
- Caja Rural-Seguros RGA stagiaire (2019)[9]
- Caja Rural-Seguros RGA (2020-2021)
- Movistar Team (2022-2024)
- Red Bull-BORA-hansgrohe (2025-)